# Фейхтерслебен, Эрнст фон
Барон Эрнст Мария Иоганн Карл фон Фейхтерслебен (нем. Ernst Maria Johann Karl Freiherr von Feuchtersleben; 29 апреля 1806, Вена — 3 сентября 1849, там же) — австрийский учёный, хирург, психиатр, писатель, поэт, философ, литературный критик.

## Биография
Барон Эрнст Фейхтерслебен родился в Вене в 1806 году в аристократической семье австрийского чиновника. Поначалу посещал курсы при Терезиануме, затем, в 1825 году, поступил в Венский университет на отделение медицины, которое успешно окончил в 1833, получив степень доктора. Сразу после этого начал свою врачебную деятельность в качестве практикующего хирурга.
В 1844 году начал читать курс лекций по психиатрии в Венском университете, в следующем году стал деканом медицинского факультета. В июле 1848 года Фейхтерслебен был назначен секретарём одного из министерств, попытался инициировать реформу образования, но, столкнувшись со значительными препятствиями, разочаровался в своих начинаниях и покинул пост секретаря в декабре 1848 года, вернувшись к врачебной и преподавательской деятельности.

## Труды
- Doctrina de Indicationibus (1833) — дипломная работа.
- Über das hippokratische erste Buch von der Diät (Первая книга Гиппократа о питании; Вена, 1835).
- Lehrbuch der ärztlichen Seelenkunde (Принципы медицинской психологии; 1845).
- Gedichte (Стихотворения; Штутгарт, 1836) — поэтический сборник; часть произведений впоследствии пела переложена на музыку[6].
- Zur Diätetik der Seele (О диететике души; Вена, 1838; 46-е изд. — 1896[5], к 1906 году труд был переиздан 50 раз).
- Beiträge zur Literatur-, Kunst- und Lebenstheorie (О теории литературы, искусства и жизни; Вена, 1837—1841)
- Geist der deutschen Klassiker (Дух немецкой классики; Вена, 1851; 3-е издание — 1865—1866) — антология.
- Собрание сочинений в 7-ми томах (не включая труды по медицине, Вена, 1851—1853)
- Впоследствии труды Фейхтерслебена многократно переиздавались, один из последних сборников избранных работ и писем вышел в свет в 2006 году (ISBN13: 978-3-7001-3801-3)[7].

## Переводы на русский язык
- В сборнике «Золотое сечение» (М.: Радуга, 1988. С. 128—129.)